# Deep Creek (Dakota del Norte)
Deep Creek es un territorio no organizado ubicado en el condado de Slope en el estado estadounidense de Dakota del Norte. En el Censo de 2010 tenía una población de 22 habitantes y una densidad poblacional de 0,24 personas por km².

## Geografía
Deep Creek se encuentra ubicado en las coordenadas 46°19′11″N 103°37′24″O / 46.31972, -103.62333. Según la Oficina del Censo de los Estados Unidos, Deep Creek tiene una superficie total de 92.91 km², de la cual 92.45 km² corresponden a tierra firme y (0.49%) 0.46 km² es agua.

## Demografía
Según el censo de 2010, había 22 personas residiendo en Deep Creek. La densidad de población era de 0,24 hab./km². De los 22 habitantes, Deep Creek estaba compuesto por el 100% blancos, el 0% eran afroamericanos, el 0% eran amerindios, el 0% eran asiáticos, el 0% eran isleños del Pacífico, el 0% eran de otras razas y el 0% pertenecían a dos o más razas. Del total de la población el 0% eran hispanos o latinos de cualquier raza.